# Хлопковые хомяки
Хлопковые хомяки (Sigmodon) — род американских грызунов семейства хомяковых.

## Описание
Хлопковые хомяки достигают длины тела от 13 до 20 см, хвост длиной от 8 до 14 см. Вес составляет от 70 до 210 г. Окрас их грубой шерсти от бурого до чёрно-коричневого цвета на верхней части тела, и от светло-коричневого до светло-серого на нижней части тела. Уши маленькие.

## Распространение
Область распространения хлопковых хомяков простирается от юга США через Центральную Америку до севера Южной Америки (до Бразилии и Перу). Они предпочитают луга и буш.

## Образ жизни
Эти грызуны относятся в своей области распространения к самым частым млекопитающим. Они могут быть активны как днём, так и ночью. В качестве убежищ они выкладывают травянистые гнёзда в углублениях на земле или используют покинутые норы других животных. Это всеядные животные, которые питаются растениями, насекомыми и другими мелкими животными (например, ракообразными, яйцами птиц и птенцами).

## Размножение
На севере своего ареала период размножения приходится с апреля по ноябрь, на юге спаривание может происходить круглый год. При этом самки приносят несколько помётов в году. После примерно 27-дневного периода беременности на свет появляются от 5 до 7 (в единичных случаях до 12) детёнышей. Уже через 7 дней они покидают свою мать, а в возрасте от 40 до 60 дней они становятся половозрелыми.
Продолжительность жизни в природе не больше шести месяцев, в неволе 5 лет.
Хлопковые хомяки иногда совершают набеги на поля и плантации сахарного тростника, батата или хлопка. Вид Sigmodon hispidus используется для опытов над животными, в том числе при исследовании вируса поливируса.

## Виды
Род насчитывает 14 видов, разделённых на два подрода: 

Подрод Sigmodon
- Хлопковый хомяк Аллена (Sigmodon alleni) запад Мексики
- Аризонский хлопковый хомяк (Sigmodon arizonae) юго-запад США, северо-запад Мексики
- Буробрюхий хлопковый хомяк (Sigmodon fulviventer) юго-запад США, Мексика
- Sigmodon hirsutus от Никарагуа до Венесуэлы
- Щетинистый хлопковый хомяк (Sigmodon hispidus) юго-восток США, северо-восток Мексики
- Андийский хлопковый хомяк (Sigmodon inopinatus) Эквадор
- Белоухий хлопковый хомяк (Sigmodon leucotis) Мексика
- Халисканский хлопковый хомяк (Sigmodon mascotensis) запад Мексики
- Желтоносый хлопковый хомяк (Sigmodon ochrognathus) юго-запад США, север Мексики
- Реруанский хлопковый хомяк (Sigmodon peruanus) запад Эквадора, северо-запад Перу
- Sigmodon planifrons штат Оахака (Мексика)
- Sigmodon toltecus восток Мексики
- Sigmodon zanjonensis юг Мексики, Гватемала

Подрод Sigmomys
- Хлопковый хомяк Элстона (Sigmodon alstoni) распространён от Колумбии до севера Бразилии.